# 참예회의
참예회의(일본어: 参預会議 산요카이기[*], 표기는 参予会議, 参与会議 모두 사용)는 분큐 3년 (1863년) 후반기부터 이듬해 3월까지 교토에서 조정의 임명에 따라 여러 유력한 다이묘 경험자들로 구성되어 합의를 도출하기 위해 한 회의 및 그 제도를 일컫는다. 당시 유행했던 공무합체론(公武合体論)과 공의정체론(公議政体論)의 하나로 볼 수 있지만, 참여한 다이묘간의 의견 불일치를 불과 수 개월 만에 해소했다는 의의가 있다.

## 같이 보기
- 막말
- 8월 18일의 정변
- 공의정체론
- 공무합체
- 막말사현후
- 금문의 변